# 金基协
金基协(韩语：／ Kim Ki-Hyup，1950年—)是大韩民国的历史学家以及作家。

## 生平
1950年出生于首尔。毕业于京畿高中并以理工系第一名的成绩考上了首尔大学物理学科，后来又转到史学系。用文明史的宏观的角度去研究韩国史与东亚历史。在京北大学以中国古代天文学研究拿到了硕士学位，在延世大学以利玛窦研究拿到了博士学位。他曾历任启明大学史学系教授，韩国民族文化大百科字典编辑委员（科学分科），中央日报文化专业委员以及韩国科学史学会编辑委员。从2002年他来往于中国延边和韩国，跨过韩国史，东方史，西方史，世界史的境界，试图研究脱离近代历史学框架的跨学科研究。

## 著作
- 《美国人的负担》，艾菲尔德，2003年
- 《从外面看的韩国史》，石枕头， 2008年
- 《新右翼批判》，石枕头，2008年
- 《金基协的潜望镜》
- 《亡国的历史，读朝鲜》，石枕头，2010年
- 《九十个春》，西海文集， 2011年
- 《解放日记（1~10）》，超越书籍
- 《冷战后》，西海文集，2016年

### 译书
- 《西去的使节》
- 《孔子评传》